# Classe Atsumi
La classe Atsumi fu una classe di navi da guerra anfibia tipo LST, composta da tre unità (Atsumi, Motobu e Nemuro) entrate in servizio tra il 1972 e il 1977 per la Kaijō Jieitai; le prime due unità sono state radiate dal servizio tra il 1998 e il 1999, la terza nel 2005.

## Caratteristiche
Classificate come "navi da sbarco piccole" dalla Marina giapponese, le Atsumi erano unità tipo LST da 1.550 tonnellate di dislocamento standard (2.400 tonnellate a pieno carico); lo scafo, lungo 89 metri, largo 13 metri e con un pescaggio massimo di 2,7 metri, era dotato di un grosso portellone a prua con le sovrastrutture concentrate tutte a poppa. L'apparato propulsivo era basato su due motori diesel per una potenza complessiva di 4.400 hp, la quale garantiva una velocità massima di 13 o 14 nodi.
L'equipaggio ammontava a 100 uomini, mentre la capacità di carico si aggirava su 130 soldati e 20 veicoli militari, oppure 400 tonnellate di materiali. L'autodifesa delle unità era garantita da due impianti binati di cannoni Bofors 40 mm posizionati in due postazioni sopraelevate a prua e poppa.

## Unità
| Nome              | Cantiere  | Impostazione     | Varo           | Entrata in servizio | Destino finale                                  |
| ----------------- | --------- | ---------------- | -------------- | ------------------- | ----------------------------------------------- |
| Atsumi (LST-4101) | Sasebo HI | 7 dicembre 1971  | 13 giugno 1972 | 27 novembre 1972    | radiata dal servizio attivo il 13 febbraio 1998 |
| Motobu (LST-4102) | Sasebo HI | 23 aprile 1973   | 3 agosto 1973  | 21 dicembre 1973    | radiata dal servizio attivo il 12 aprile 1999   |
| Nemuro (LST-4103) | Sasebo HI | 18 novembre 1976 | 16 giugno 1977 | 27 ottobre 1977     | radiata dal servizio attivo il 20 maggio 2005   |